# Arrhenatherum
Arrhenatherum е род растения от семейство Житни. Представителите на рода виреят в цяла Европа и средиземноморието. Някои видове се срещат и на сухи и неприветливи почви, каквито са например алварните, например в областта Стура Алварет, на остров Йоланд, Швеция.
Растенията от рода могат да достигнат сравнително големи размери, до 1,5 m на височина.

## Видове
- Arrhenatherum album
- Arrhenatherum calderae
- Arrhenatherum elatius – Висок (френски) райграс[1]
  - Arrhenatherum elatius var. bulbosum
  - Arrhenatherum elatius var. elatius
- Arrhenatherum kotschyii
- Arrhenatherum longifolium
- Arrhennatherum palaestinum
- Arrhenatherum pallens